# Puente Charles Kuonen
El puente Charles Kuonen o Charles Kuonen Hängebrücke (puente colgante Charles Kuonen) es un puente atirantado en Randa en Suiza. El puente tiene una longitud de 494 m y fue, desde su apertura, en julio de 2017, el puente colgante peatonal más largo del mundo, hasta la inauguración en 2021 del llamado puente 516 Arouca, un puente atirantado situado en el Geoparque de Arouca (al norte de Portugal) y que cuenta con una extensión de 516 m de largo y una altura de 175 m sobre el río Paiva.